# 楊坪駅
楊坪駅（ヤンピョンえき）は大韓民国ソウル特別市永登浦区楊坪洞2街にある、ソウル交通公社5号線の駅である。駅番号は522。
京畿道楊平郡にある京義・中央線の楊平駅とハングル、ローマ字表記が同じで、別々の地域にある首都圏電鉄の駅では唯一駅名が重複している。

## 歴史
- 1996年8月12日 - ソウル特別市都市鉄道公社（当時）5号線の駅として開業。
- 2017年5月31日 - ソウル特別市都市鉄道公社とソウルメトロが統合され、ソウル交通公社の駅となる。

## 駅構造

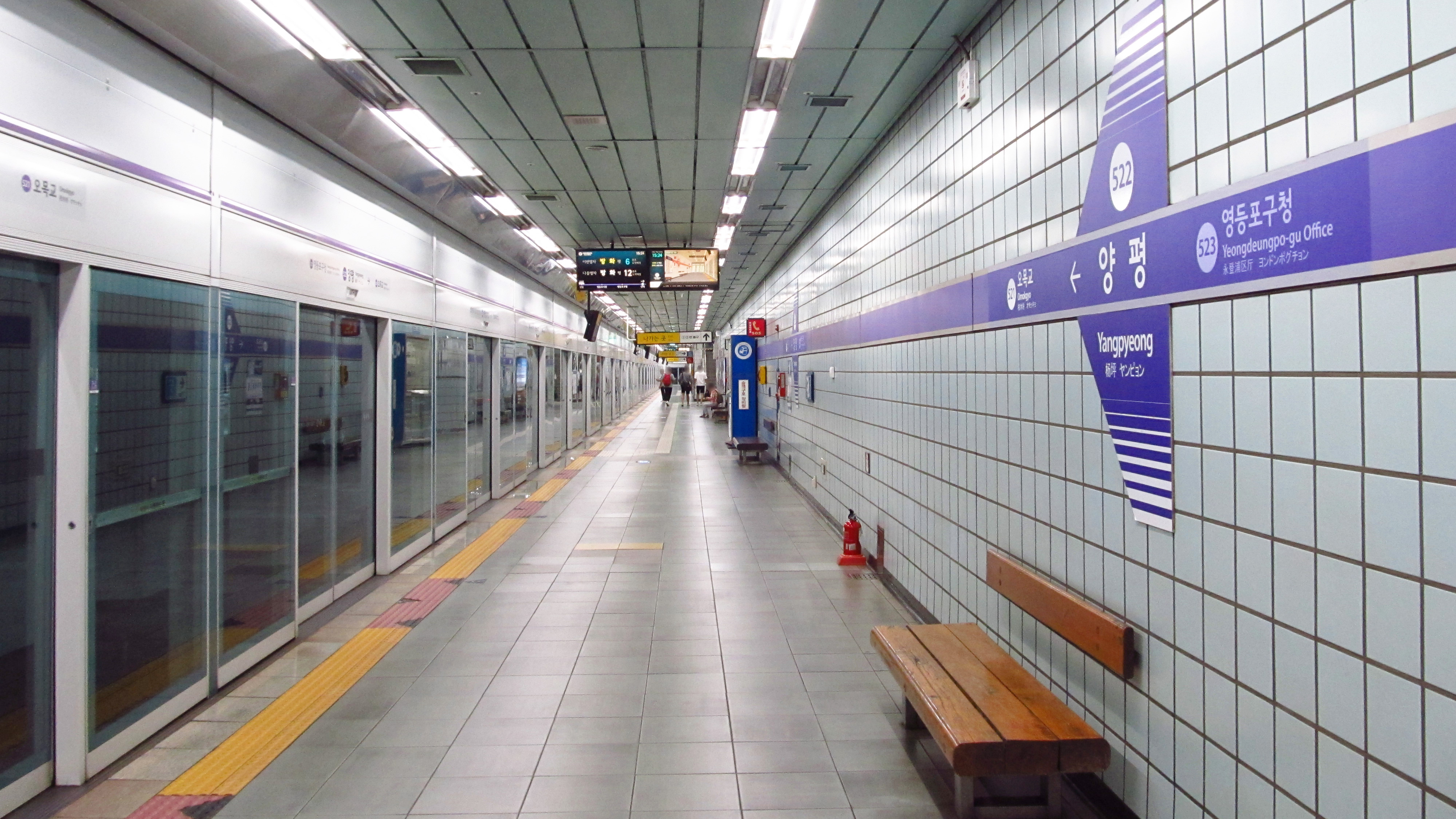
ホーム

相対式ホーム2面2線の地下駅。

### のりば
案内上ののりば番号は設定されていない。 
| 上り | 5号線 | カチ山・金浦空港・傍花方面                   |
| 下り | 5号線 | 汝矣島・光化門・上一洞・河南黔丹山・馬川方面 |

## 利用状況
近年の一日平均利用人員推移は下記のとおり。
| 路線  | 路線     | 2000年 | 2001年 | 2002年 | 2003年 | 2004年 | 2005年 | 2006年 | 2007年 | 2008年 | 2009年 | 出典  |
| ----- | -------- | ------ | ------ | ------ | ------ | ------ | ------ | ------ | ------ | ------ | ------ | ----- |
| 5号線 | 乗車人員 | 3,396  | 3,647  | 3,664  | 3,804  | 4,288  | 4,468  | 4,627  | 4,824  | 5,177  | 5,216  | [ 1 ] |
| 5号線 | 降車人員 | 3,271  | 3,465  | 3,503  | 3,703  | 4,144  | 4,335  | 4,500  | 4,748  | 5,100  | 5,247  | [ 1 ] |
| 5号線 | 乗降人員 | 6,667  | 7,112  | 7,168  | 7,507  | 8,432  | 8,803  | 9,127  | 9,572  | 10,278 | 10,463 | [ 1 ] |
| 路線  | 路線     | 2010年 | 2011年 | 2012年 | 2013年 | 2014年 | 2015年 | 2016年 |        |        |        | [ 1 ] |
| 5号線 | 乗車人員 | 5,401  | 5,697  | 5,866  | 5,977  | 6,028  | 6,161  | 6,148  |        |        |        | [ 1 ] |
| 5号線 | 降車人員 | 5,510  | 5,723  | 5,935  | 6,064  | 6,082  | 6,206  | 3,545  |        |        |        | [ 1 ] |
| 5号線 | 乗降人員 | 10,911 | 11,420 | 11,801 | 12,041 | 12,110 | 12,367 | 12,294 |        |        |        | [ 1 ] |

## 駅周辺
駅の西側には安養川が流れ、川沿いには交通量の多い西部幹線道路が通る。
- 安養川（朝鮮語版）
- ソウル堂中初等学校（朝鮮語版）
- 楊坪1洞住民センター
- 雇用労働部ソウル南部支社
- 冠岳高等学校（朝鮮語版）
- 永登浦総合機械商街
- ウリィ銀行楊坪支店
- コストコ楊坪店
- パリバゲット（朝鮮語版）楊坪店

## 隣の駅
ソウル交通公社
 5号線
梧木橋駅 (521) - 楊坪駅 (522) - 永登浦区庁駅 (523)